# Jean-Baptiste Rauzan
Le Père Jean-Baptiste Rauzan (Bordeaux, 5 décembre 1757 - Paris, 5 septembre 1847) est un prêtre catholique français, fondateur des Prêtres de la Miséricorde.

## Biographie
Né à Bordeaux, il était le fils d’un notaire. Après des études au collège des Jésuites et à la faculté de Droit de sa ville natale, il suivit les cours du séminaire et de la faculté de théologie et fut nommé à l’âge de 25 ans, vicaire de la paroisse Saint-Jacques. 
Refusant le serment constitutionnel, l’abbé Rauzan émigra, passa en Belgique puis à Berlin, où il exerçait son ministère auprès des catholiques allemands et français en 1797. 
Rentré en France après le 18 Brumaire, il se forma à la prédication et s’attacha au cardinal Fesch qui forma, en 1808, le projet de constituer dans l’ancien couvent des Chartreux de Lyon une congrégation de prêtres consacrés à l’étude et à la prédication des missions intérieures. 
Compagnon du cardinal Fesch lors du concile de Paris (1811), il infléchit ses décisions en faveur des libertés de l’Église. La dispersion des premiers Missionnaires de France prononcée par Napoléon Ier en même temps que celle des Trappistes à la suite de l’échec du Concile, la disgrâce de Fesch et les revers subis par les armées napoléoniennes rapprochèrent le père Rauzan de l’opposition royaliste. Dès le retour de Louis XVIII, le 26 décembre 1814, le père Rauzan se vit nommer chapelain du roi et doté d’une pension. Moins d’un mois plus tard, il sollicita l’approbation de la compagnie des Missionnaires de France de l’archevêque de Paris et obtint sa reconnaissance officielle par le ministre de l’Intérieur. 
En 1816, ses missionnaires se virent confier le service de l’ancien pèlerinage du Mont-Valérien, à charge d’en entretenir les bâtiments abandonnés depuis 1814. En 1825, les pères s’installèrent rue des Fossés-Saint-Jacques, puis dans l’ancien hôtel de Montmorency-Laval, rue de Varenne, où la Révolution de juillet les dispersa. De Rome, où il s’était réfugié de 1831 à 1833, le père Rauzan reforma sa congrégation sous le nom de Pères de la Miséricorde et la dota de nouveaux statuts.
Le Père Rauzan aida également à la fondation d'une congrégation enseignante féminine pour l'éducation des jeunes filles, la congrégation de Sainte-Clotilde, en 1821.
Les Pères de la Miséricorde portaient le costume clérical séculier avec un grand crucifix en bois et argent passé dans la ceinture.
Uniquement orientés vers les missions intérieures et possédant des maisons à Bordeaux, Orléans et Paris, les pères de la Miséricorde, indemnisés de leur expulsion du Calvaire par Louis-Philippe, ne se remirent jamais de la suppression légale du 25 décembre 1830 et des lois sur les congrégations de la IIIe République.
Le père Rauzan mourut âgé et malade après que ses disciples eurent obtenu sa quasi-démission en lui choisissant un coadjuteur. 

## Les Pères de la Miséricorde

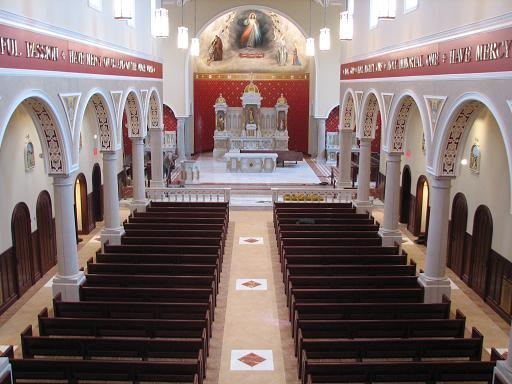
Chapelle (construite en 2006-2008) des Pères de la Miséricorde, dédiée à la Miséricorde divine

Peu nombreux et éprouvant des difficultés de recrutement, les pères fondèrent cependant une mission française à New York, avec la paroisse Saint-Vincent-de-Paul (confiée à eux de 1841 à 1960) et l'église Notre-Dame (confiée de 1910 à 1960) et créèrent une province d’Amérique. 
La société devint congrégation en 1961. Elle est aujourd'hui entièrement américaine. En 1980, elle n'avait plus que six prêtres, s'étant éloignée de l'esprit fondateur. Revenue à sa vocation première, la Congrégation des Pères de la Miséricorde (« Fathers of Mercy ») prêche des missions en paroisse et organise des retraites. Sa maison généralice est à South Union, près d'Auburn, dans le Kentucky.
La congrégation comprend désormais une quarantaine de membres, frères et missionnaires.